# 西戈賈姆地區
西戈賈姆地區（Mirab Gojjam Zone）是埃塞俄比亞阿姆哈拉州的10個地區之一，面積13,972.36平方公里，南面是青尼羅河，西臨阿古阿維地區，西北面與北貢德爾地區接壤，北臨塔納湖，東北面是巴赫達爾，東臨東戈賈姆地區。根據埃塞俄比亞中央統計局2005年的資料，西戈賈姆人口約2,437,727，其中男性1,218,606人，女性1,219,121人，7.6%居民住在市區，人口密度為每平方公里174.47人。